# 레기스탄 사막

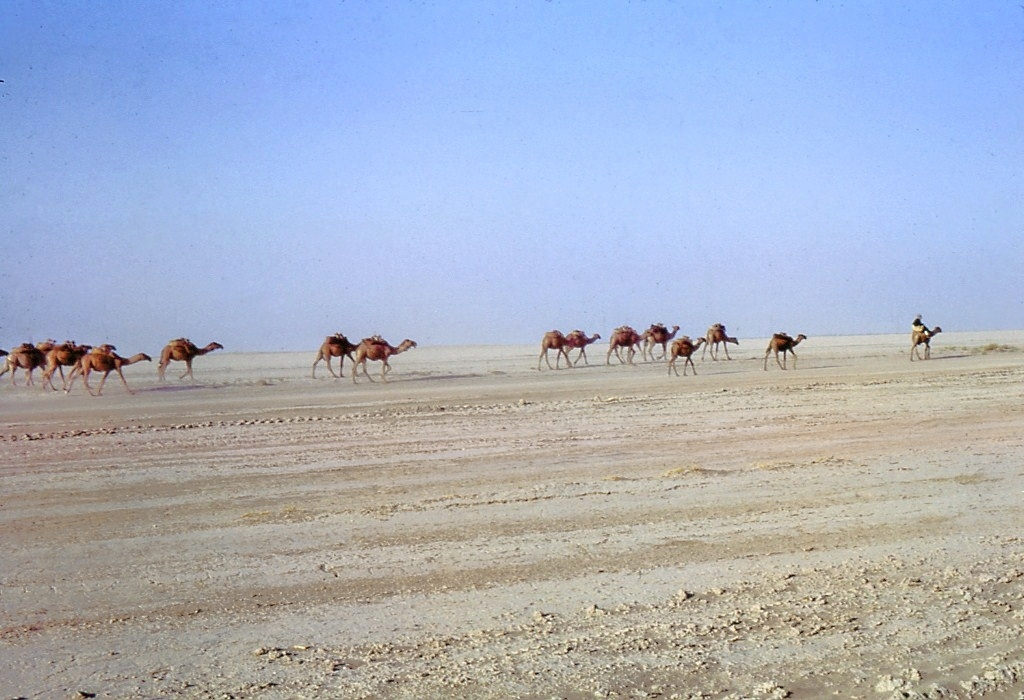
Caravan in the Registan desert (Afghanistan) in August 1969

레기스탄 사막(Registan Desert)은 아프가니스탄 서남부 헬만드주와 칸다하르 지역 사이에 위치한 건조한 고원지대이다. 입자가 고운 붉은 모래로 뒤덮인 모래 언덕 및 평원지대로 구성되어 있으며 암석 지형이나 진흙 지대 또한 발견되기도 한다. 기저를 이루는 언덕은 고대 사구 지형에 기원을 두고 있으며 서에서 동으로 부는 바람과 풍부한 모래량으로 형성되었다. 이 지역에서는 종종 유목민인 발루치족 족 및 파슈툰인 족이 머무르기도 하며 사막의 면적이 점차 확장되고 있다.

## 같이 보기
- Balochistan, Afghanistan
- Geography of Afghanistan